# Džems Raudziņš
Džems Raudziņš, né le 1er décembre 1910, à Harbin, en Chine et décédé le 13 décembre 1979, à Perth, en Australie, est un ancien joueur letton de basket-ball.

## Palmarès
- Champion d'Europe 1935